# Mercator-Kommentare
Bei den Mercator-Kommentaren handelt es sich um eine erhaltene und zwei verschollene Bibelauslegungen. Der Duisburger Kartograf Gerhard Mercator verfasste in seinen letzten Lebensjahren mehrere Kommentare zu verschiedenen Bibelstellen. Erhalten hat sich lediglich der Text über den Römerbrief des Apostels Paulus, ein Ezechiel- und ein Apokalypsen-Kommentar sind heute verschollen.

## Geschichte
Erstmals wurden die drei verschiedenen Kommentare Mercators über die Bibelstellen gemeinsam in der Vita des Duisburger Rates Walter Ghim erwähnt, die dem posthum herausgegebenen Mercator-Atlas von 1595 als Paratext beigegeben war. Darin heißt es: „Conscripsit praeterea commentaria in epistolam ad Romanos [...]. Item in Ezechielis aliquot capita, in apocalypsim et alia plura;“ (lat. Er verfasste außerdem einen Kommentar zum Römerbrief [...]. Ebenso verfasste er Kommentare zu einigen Kapiteln des Ezechiel, zur Apokalypse und anderes mehr;).
Während die anderen Kommentare in den anderen Quellen über Mercator keine Erwähnung mehr finden, wurde der Römerbrief-Kommentar in einem Brief erwähnt, den Mercator am 31. August 1592 an den Zürcher Dekan Wolfgang Haller schickte. Mercator erwähnte, dass er die Schrift dem Haller zukommen ließ und kommentiert seine Absicht, mit ihr die Prädestination des Menschen darzulegen. Gerhard Mercator war bereits zuvor mehrfach mit der Bearbeitung von theologischen Themen aufgefallen, so umfasste die 1569 veröffentlichte Chronologia auch Abschnitte zum Leben Jesu.
Der Römerbrief-Kommentar wurde von Mercator handschriftlich verfasst und war nicht für eine spätere Publikation vorgesehen. Wahrscheinlich wurde der Kommentar in den Jahren 1585 bis 1590 verfasst und diente der Positionierung Mercators im Prädestinationsstreit, der mit dem Aufkommen protestantischer Theologien wie denen von Calvin oder Zwingli neue Konflikte hervorgebracht hatte. Carlo de Clercq geht davon aus, dass Mercator sich hierdurch auch öffentlich gegen die neuen Ansichten stellte.

## Inhalt des Römerbrief-Kommentars
Der Kommentar zum Paulusbrief umfasst 210 Blätter im Quartformat und bezieht sich lediglich auf die ersten elf Kapitel des Römerbriefs. Damit behandelt Mercator vor allem den dogmatischen Teil des Briefes. Der lateinische Volltitel lautet: „In priorem partem Epistolae ad Romanos quae est de doctrina fidei, videlicet undecim prima capita commentarius. In quo de viribus humanis, de electione et praedestinatione, plenissime, planissime, verissimeque tractatur.“ Im Zentrum steht die Prädestination des Menschen durch Gott.
Im Text wird der Auslegung zunächst eine lateinische Übersetzung des Bibeltextes vorangestellt. Zumeist nimmt Mercator diese Übersetzung nicht vor, sondern orientiert sich an der bereits von Erasmus von Rotterdam geleisteten Arbeit der Jahre um 1515. Insgesamt soll Paulus sechs Thesen zur geistigen Wiedergeburt des Menschen aufgestellt haben, die in den Kapiteln I–IV, V, VI, 1–13, VI, 14–23, VII, VIII, 1–18, VIII 19–39 zu finden sind. Diese Thesen werden in ausführlichen Kommentaren erläutert.
Mercator positionierte sich im Text gegen die Prädestinationslehren der protestantischen Theologen Calvin und Zwingli. Ganz in augustinischer Tradition sieht er die Menschheit als seit der Vertreibung aus dem Paradies in der Erbsünde gefangen. Es gibt keine zwei Gruppen von Gläubigen. So betont Mercator auch die Bedeutung guter Taten, die den Menschen aus der Sünde herausführen könnten. Die Kirche wird im Kommentar als reine Institution betrachtet, die selbst fehlerhaft sein kann.

## Exemplar
Der Mercator-Kommentar des Römerbriefs hat sich als handschriftliches Skript in der Universitätsbibliothek Leiden erhalten. Entdeckt und mit Mercator in Verbindung gebracht wurde das Stück im Jahr 1682 durch den Bibliothekar Nikolaes Heinsius der Ältere. Bereits im 19. Jahrhundert nutzte man den Text für die Lehre an der Universität. Das unpaginierte Schriftstück wurde im Jahr 1914 neu gebunden.